# Polinomis continus de Hahn
En matemàtiques, els polinomis continus de Hahn són una família de polinomis ortogonals en l'esquema d'Askey per als polinomis ortogonals hipergeomètrics. Es defineixen en termes de funcions hipergeomètriques generalitzades per
{\displaystyle p_{n}(x;a,b,c,d)=i^{n}{\frac {(a+c)_{n}(a+d)_{n}}{n!}}{}_{3}F_{2}\left({\begin{array}{c}-n,n+a+b+c+d-1,a+ix\\a+c,a+d\end{array}};1\right)}
Koekoek, Lesky i Swarttouw (2010) ofereix una llista detallada de les seves propietats.
Els polinomis estretament relacionats inclouen els polinomis duals de Hahn Rn(x;γ,δ,N), els polinomis de Hahn Qn(x;a,b,c), i els polinomis duals continus de Hahn Sn(x;a,b,c). Tots aquests polinomis tenen q-anàlegs amb un paràmetre q addicional, com els polinomis q-Hahn Qn(x;α,β, N;q), etc.

Polinomis continus de Hahn
Polinomis continus de Hahn

## Ortogonalitat
Els polinomis continus de Hahn pn(x;a,b,c,d) són ortogonals respecte a la funció pes
{\displaystyle w(x)=\Gamma (a+ix)\,\Gamma (b+ix)\,\Gamma (c-ix)\,\Gamma (d-ix).}
En particular, satisfan la relació d'ortogonalitat
{\displaystyle {\begin{aligned}&{\frac {1}{2\pi }}\int _{-\infty }^{\infty }\Gamma (a+ix)\,\Gamma (b+ix)\,\Gamma (c-ix)\,\Gamma (d-ix)\,p_{m}(x;a,b,c,d)\,p_{n}(x;a,b,c,d)\,dx\\&\qquad \qquad ={\frac {\Gamma (n+a+c)\,\Gamma (n+a+d)\,\Gamma (n+b+c)\,\Gamma (n+b+d)}{n!(2n+a+b+c+d-1)\,\Gamma (n+a+b+c+d-1)}}\,\delta _{nm}\end{aligned}}}
per a {\displaystyle \Re (a)>0}, {\displaystyle \Re (b)>0}, {\displaystyle \Re (c)>0}, {\displaystyle \Re (d)>0}, {\displaystyle c={\overline {a}}}, {\displaystyle d={\overline {b}}}.

## Relacions de recurrència
La seqüència de polinomis continus de Hahn satisfan la relació de recurrència
{\displaystyle xp_{n}(x)=p_{n+1}(x)+i(A_{n}+C_{n})p_{n}(x)-A_{n-1}C_{n}p_{n-1}(x),}
{\displaystyle {\begin{aligned}{\text{on}}\quad &p_{n}(x)={\frac {n!(n+a+b+c+d-1)!}{(2n+a+b+c+d-1)!}}p_{n}(x;a,b,c,d),\\&A_{n}=-{\frac {(n+a+b+c+d-1)(n+a+c)(n+a+d)}{(2n+a+b+c+d-1)(2n+a+b+c+d)}},\\{\text{i}}\quad &C_{n}={\frac {n(n+b+c-1)(n+b+d-1)}{(2n+a+b+c+d-2)(2n+a+b+c+d-1)}}.\end{aligned}}}

## Fórmula de Rodrigues
Els polinomis continus de Hahn continus es poden expressar de forma semblant a la fórmula de Rodrigues
{\displaystyle {\begin{aligned}&\Gamma (a+ix)\,\Gamma (b+ix)\,\Gamma (c-ix)\,\Gamma (d-ix)\,p_{n}(x;a,b,c,d)\\&\qquad ={\frac {(-1)^{n}}{n!}}{\frac {d^{n}}{dx^{n}}}\left(\Gamma \left(a+{\frac {n}{2}}+ix\right)\,\Gamma \left(b+{\frac {n}{2}}+ix\right)\,\Gamma \left(c+{\frac {n}{2}}-ix\right)\,\Gamma \left(d+{\frac {n}{2}}-ix\right)\right).\end{aligned}}}

## Funció generatriu
Els polinomis continus de Hahn tenen la següent funció generatriu:
{\displaystyle {\begin{aligned}&\sum _{n=0}^{\infty }{\frac {\Gamma (n+a+b+c+d)\,\Gamma (a+c+1)\,\Gamma (a+d+1)}{\Gamma (a+b+c+d)\,\Gamma (n+a+c+1)\,\Gamma (n+a+d+1)}}(-it)^{n}p_{n}(x;a,b,c,d)\\&\qquad =(1-t)^{1-a-b-c-d}{}_{3}F_{2}\left({\begin{array}{c}{\frac {1}{2}}(a+b+c+d-1),{\frac {1}{2}}(a+b+c+d),a+ix\\a+c,a+d\end{array}};-{\frac {4t}{(1-t)^{2}}}\right).\end{aligned}}}
Una segona funció generatriu diferent ve donada per
{\displaystyle \sum _{n=0}^{\infty }{\frac {\Gamma (a+c+1)\,\Gamma (b+d+1)}{\Gamma (n+a+c+1)\,\Gamma (n+b+d+1)}}t^{n}p_{n}(x;a,b,c,d)=\,_{1}F_{1}\left({\begin{array}{c}a+ix\\a+c\end{array}};-it\right)\,_{1}F_{1}\left({\begin{array}{c}d-ix\\b+d\end{array}};it\right).}

## Relació amb altres polinomis
- Els polinomis de Wilson són una generalització dels polinomis continus de Hahn.
- El polinomis de Bateman Fn(x) estan relacionats amb el cas especial a=b=c=d=1/2 dels polinomis continus de Hahn per

{\displaystyle p_{n}\left(x;{\tfrac {1}{2}},{\tfrac {1}{2}},{\tfrac {1}{2}},{\tfrac {1}{2}}\right)=i^{n}n!F_{n}\left(2ix\right).}
- Els polinomis de Jacobi Pn(α,β)(x) es poden obtenir com un cas limitant dels polinomis continus de Hahn:[7]

{\displaystyle P_{n}^{(\alpha ,\beta )}=\lim _{t\to \infty }t^{-n}p_{n}\left({\tfrac {1}{2}}xt;{\tfrac {1}{2}}(\alpha +1-it),{\tfrac {1}{2}}(\beta +1+it),{\tfrac {1}{2}}(\alpha +1+it),{\tfrac {1}{2}}(\beta +1-it)\right).}